# Biota
Biota je soubor všech prvků flóry i fauny v daném období nebo prostředí (oblasti). Lze tedy rozeznávat biotu v České republice, ve Španělsku či v Praze, Lázních Libverda nebo v Jizerských horách, avšak je možné rozdělovat biotu také např. na polích, v tropických lesích apod.
V biologické systematice jsou jako biota označovány všechny živé organismy ve smyslu nejvyššího (nadřazeného doménám či nadříším), všezahrnujícího taxonu, někdy označovaného jako tzv. soustava. Synonymem pro tento taxon je Vitae.